# Medinah
Pour les articles ayant des titres homophones, voir Medina.
Medinah est une ville du comté de DuPage, dans l'Illinois, aux États-Unis.

## Sport
Medinah possède un parcours de golf, le Medinah Country Club, qui a abrité des tournois du PGA Tour, circuit de golf américain, dont le Western Open. Toutefois, les événements les plus importants qui se sont déroulés sont l'US Open, à trois reprises en 1949, 1975 et 1990, et le championnat de la PGA en 1999 et 2006.
En 2012, il accueille la Ryder Cup 2012, compétition de golf se déroulant tous les deux ans et opposant une sélection américaine et une sélection européenne.